# Saul Malatrasi
Saul Malatrasi, né le 17 février 1938 à Calto est un ancien entraîneur et footballeur qui évoluait au poste de défenseur.

## Carrière

### En tant que joueur

#### En club

##### Débuts avec la SPAL
Né à Calto, il a commencé à jouer au football dans l'équipe de sa ville natale, grandissant ensuite dans l'équipe de jeunes du SPAL : après avoir été prêté à Castelmassa pour une saison afin d'acquérir de l'expérience, il intègre l'équipe première, à peine majeur . Il a donc fait ses débuts en Serie A le 21 septembre 1958, dans le match 0-0 de la Juventus et a joué 25 matchs couvrant le rôle d'arrière latéral. 

##### Fiorentina
À l'été 1959, il est transféré à la Fiorentina, où il joue aussi bien comme défenseur que mediano. Lors de sa deuxième saison au club, son équipe remporte la Coupe des vainqueurs de coupe, la Coupe d'Italie, la Coupe de l'Amitié et la coupe alpine. En 1961-1962, il devient un titulaire indiscutable de son équipe, jouant 28 matchs en championnat, et y marquant également son premier but le 8 avril 1962 dans le match contre Lecco. Il dispute en outre avec La viola deux finales, toutes deux perdues : une Coupe des vainqueurs de coupe en 1961-1962 et une Coupe d'Italie en 1959-1960.

##### AS Roma
En 1963, il est engagé par la Roma, avec qui il dispute 28 matchs dans le championnat 1963-1964 au cours duquel il marque deux buts (l'équipe a remporte également la Coupe d'Italie cette saison, mais la finale a lieu en novembre 1964, lorsque Malatrasi avait déjà rejoint l'Inter). 

##### Inter Milan

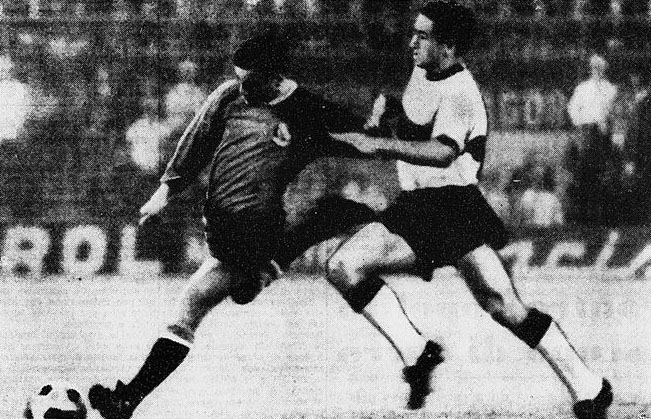
Malatrasi (à droite) à l'Inter en 1964, contre l'argentin Mura de l'Independiente, lors du match retour de la Coupe Intercontinentale.

Il ne reste avec le club de la capitale que pendant un an, avant de passer à l' Inter,Helenio Herrera cherchant une alternative à Carlo Tagnin, même si par nécessité il a dû remplacer Armando Picchi dans le rôle de libero ce dernier étant blessé. Le défenseur a joué 15 matchs de championnat lors de sa première saison dans le Nerazzurri, l'année où l'équipe a remporte le Scudetto, la Coupe des Champions (déjà remportée l'année précédente) et la Coupe Intercontinentale gagnée contre l'Independiente, dans lequel Malatrasi joue à la fois le match retour (2-0 pour l'Inter le 23 septembre) et le match décisif à Santiago Bernabéu le 26 septembre, remporté par les Milanais 1-0. L'année suivante, les nerazzurri gagnent à nouveau le championnat, mais en Coupe des champions l'équipe italienne est éliminée par le Real Madrid (le futur vainqueur) en demi-finale, tandis que le succès en Coupe intercontinentale se répète à nouveau contre l'Independiente. 

##### Lecco
A la fin de la saison (selon certains du fait d'une décision d'Herrera, ou selon le concerné à cause d'un choix des dirigeants) Malatrasi est vendu à Lecco, toujours dans l'élite italienne, où il dispute 27 matchs : l'équipe échoue en bas du classement et est donc relégué en Serie B, mais les bonnes performances du défenseur lui valent l'attention du Milan, qui l'engage à l'été 1967. 

##### AC Mian
Nereo Rocco le fait jouer au poste de libero, un rôle déjà joué à l'Inter : il prend part à 28 matchs lors de sa première saison, où les Rossoneri remportent le Scudetto et la Coupe des vainqueurs de coupe. L'année suivante le Milan remporte la Ligue des champions contre l' Ajax de Johan Cruijff et la Coupe Intercontinentale contre L'Estudiantes, Malatrasi prenant part aux deux matchs,. 

##### Retour à la SPAL et fin de carrière
Sa carrière touchant à sa fin, il a décidé alors de retourner dans sa première équipe, la SPAL, avec qui il dispute deux championnats de Serie C, accumulant un total de 55 apparitions.
Il joue ensuite une dernière saison avec le club de Busto Arsizio avant de mettre fin à sa carrière de joueur en 1973.

#### En sélection nationale
Malatrasi porte le maillot de l'équipe nationale itaile pour la première fois avec les moins de 23 ans le 13 mars 1960 lors d'un match contre l'Espagne. Trois ans plus tard, il joue également avec l'équipe d'Italie B, jouant son premier match contre la Bulgarie le 20 mars 1963, aboutissant à une victoire italienne 1-0. Avec l'équipe nationale B le libero jouera en tout 3 matchs. 
Ses débuts en équipe nationale senior ont eu lieu le 13 mars 1965 lors du match 1-1 contre l'équipe d'Allemagne de l'Ouest. Il est ensuite appelé quatre ans plus tard pour deux matches amicaux contre le Mexique, disputés en janvier 1969, entrant en jeu dans l'un et titularisé dans l'autre, jouant ainsi les derniers matchs de sa courte carrière internationale. 

### Entraîneur
Après avoir passé ses diplômes d'entraîneur en octobre 1971, Malatrasi occupe le poste d'entraîneur adjoint de la SPAL pendant deux saisons, avant d'être embauché par Legnago où il ne reste qu'une seule saison. Plus tard, il dirige les équipes de jeunes à la SPAL. 
Lors de la saison 1980-1981, il remplace Antonio Trebiciani à la tête de la Roma Primavera, conduisant son équipe à la victoire du tournoi de Viareggio 1981. 
À l'été 1981, il est engagé par Pescara, évoluant alors en Serie B, pour remplacer le démissionnaire Aldo Agroppi. Il est cependant licencié après 4 défaites lors des 5 premiers matchs. Après cela, il est passé par Pontedera, Forlì, Angizia Luco et Lodigiani.

## Style de jeu
Saul Malatrasi était un joueur polyvalent, capable de jouer comme arrière latéral, comme défenseur central, comme libere ou encore comme milieu défensif. Il est considéré comme un  défenseur rugueux et fiable, dégageant assurance et sérénité dans ses passes, gardant un niveau de performance régulier tout au long de sa carrière. 

## Palmarès
| ACF Fiorentina - Coupe d'Europe des vainqueurs de coupe - Vainqueur en 1961 - Coupe d'Italie - Vainqueur en 1961 - Coupe de l'Amitié - Vainqueur en 1960 - Coupe alpine - Vainqueur en 1961                         | Inter Milan - Coupe d'Europe des Clubs Champions - Vainqueur en 1964 et 1965 - Coupe Intercontinentale - Vainqueur en 1964 et 1965 - Champion d'Italie - Champion en 1965 et 1966 |
| AC Milan - Coupe d'Europe des Clubs Champions - Vainqueur en 1969 - Coupe d'Europe des vainqueurs de coupe - Vainqueur en 1968 - Coupe Intercontinentale - Vainqueur en 1969 - Champion d'Italie - Champion en 1968 | |